# حسام مغازي
حسام الدين محمد مراد مغازي وزير الري المصري الأسبق، وأستاذ ورئيس قسم هندسة الرى والهيدروليكا بكلية الهندسة - جامعة الإسكندرية. وفي 7 مارس 2015 تولى مهام منصب وزير الزراعة بصفة مؤقتة.

## نشأته وتعليمه
من مواليد 10 فبراير 1960 - بشبيش مركزالمحلة الكبرى غربية وحصل على البكالوريوس : تقدير امتياز مع مرتبة الشرف دفعة 1982 م وترتيب الأول على الدفعة الماجستير : يونيو 1985 م في موضوع  ( هيدرولوجيا المياه الجوفية في منطقة وادى النطرون ) - هندسة الإسكندرية.
وحصل على الدكتوراه في يناير 1990 م في موضوع ( تصميم الآبار الأمثل لإستغلال المياه الجوفية في المناطق الجافة) - جامعة لندن - المملكة المتحدة . ثم عمل كأستاذ هندسة الرى والصرف منذ عام 2000 م، رئيس قسم هندسة الرى والهيدروليكا - كلية الهندسة - جامعة الإسكندرية 1 / 8 / 2010 م

## المؤلفات

### الكتب العلمية
1. (حماية البيئة المائية) وهو خاص بالتوعية من أخطار تلوث المياه السطحية والجوفية وإرتفاع منسوب البحر .
2. ( الهيدرولوجيا التطبيقية ( وهو خاص بالحماية من أخطار السيول وحساب كمياتها وتصميم نظم تخفيض المياه الجوفية .
3. ( مقدمة في الهيدرولوجيا ) وهو خاص بحساب كميات الأمطار ودراسة الخزانات ودراسة المياه الجوفية وتصميم الأبار .
4. التصميم الهندسى لشبكات الرى والصرف ) خاص بتصميم شبكات الرى بالرش والتنقيط وتصميم تبطين الترع وتخطيط شبكات الرى والصرف .
5. ( هندسة البيوت المحمية ) كتاب مترجم من اللغة الإنجليزية إلى اللغة العربية بتصميم البيوت المحمية من الناحية الهندسية .

### الأبحاث
تم نشر أكثر من 40 بحثاً في المجلات العالمية والمحلية في مجال المياه الجوفية وهندسة الرى والصرف وحماية البيئة المائية الرسائل العلمية : تم الإشراف وتحكيم أكثر من 15 رسالة ماجستير ودكتوراه بالجامعات المصرية والعربية .

## الجوائز
- جائزة جامعة الإسكندرية التشجيعية عام 1998 م.